# Timothy Mo
Timothy Peter Mo (chinesisch 毛翔青; * 30. Dezember 1950 in Hongkong) ist ein chinesisch-britischer Schriftsteller, der für seinen Roman Sour Sweet 1982 mit dem Hawthornden-Preis ausgezeichnet wurde.

## Leben
Timothy Mo, Sohn eines aus Guangdong stammenden Vaters und einer englischen Mutter, studierte nach der Schulausbildung in Hongkong und England am St John’s College der University of Oxford und war anschließend als Journalist bei der Wochenzeitung New Statesman und den Boxing News tätig.
Sein literarisches Debüt gab er 1978 mit dem in Hongkong spielenden Roman The Monkey King, der mit dem Geoffrey Faber Memorial Prize ausgezeichnet wurde. In den 1980er Jahren wurde er neben Salman Rushdie und Kazuo Ishiguro zu den führenden britischen Schriftstellern, die über bi-kulturelle Vielfalt schrieben, wobei er sowohl seine eigene anglo-chinesische Abstammung reflektierte als auch seine Bedenken gegenüber den Folgen des Imperialismus und Kolonialismus in Südostasien.
Seine drei nachfolgenden Romane wurden alle für den Booker Prize nominiert: Für Sour Sweet (1982), der Geschichte einer in London lebenden chinesischen Einwandererfamilie, erhielt er den Hawthornden-Preis. 1988 folgte eine filmische Adaption der Geschichte nach einem Drehbuch von Ian McEwan. Der Roman An Insular Posession (1986) spielte in der ersten Hälfte des 19. Jahrhunderts während des Ersten Opiumkrieges zwischen Großbritannien und dem Kaiserreich China. Der 1991 erschienene Roman The Redundancy of Courage handelt von der Annexion Osttimors durch Indonesien im Jahr 1976.
Zuletzt veröffentlichte er zwei weitere auf den Philippinen spielende Romane: Brownout on Breadfruit Boulevard (1995) spielt während einer wissenschaftlichen Konferenz und ist eine satirische Darstellung von kultureller und imperialer Vorherrschaft, während der 1999 erschienene Roman Renegade or Halo2 die Abenteuer von Rey Archimedes Blondel Castro beschreibt, dem eines US-amerikanischen GI und einem philippinischen Barmädchen. Für Renegade or Halo2 wurde er 1999 mit dem James Tait Black Memorial Prize geehrt.